# Xã Bensalem, Quận Bucks, Pennsylvania
Xã Bensalem (tiếng Anh: Bensalem Township) là một xã thuộc quận Bucks, tiểu bang Pennsylvania, Hoa Kỳ. Năm 2010, dân số của xã này là 60.427 người.

## Các thắng cảnh và điểm tham quan
Trên đường Knights, Bensalem cũng có Đền thờ Phật giáo Mongkoltepmunee hay còn gọi là Wat Mongkoltepmunee. Ngôi đền này, là ngôi đền duy nhất thuộc loại này ở Hoa Kỳ, là một bản sao chính xác của một ngôi đền ở Bangkok.